# 圣克鲁瓦叙比希
圣克鲁瓦叙比希（法語：Sainte-Croix-sur-Buchy，法語發音：[sɛ̃t kʁwa syʁ byʃi]，意为“比希上方的圣克鲁瓦”）是法国滨海塞纳省的一个市镇，属于鲁昂区。

## 地理
圣克鲁瓦叙比希（49°33'52"N, 1°21'1"E）面积13.8 平方千米，位于法国诺曼底大区滨海塞纳省，该省份为法国北部沿海省份，其西部及北部濒大西洋英吉利海峡，东起顺时针与索姆省、瓦兹省、厄尔省和卡爾瓦多斯省接壤。
与圣克鲁瓦叙比希接壤的市镇（或旧市镇、城区）包括：比希、埃龙谢勒、圣日耳曼德塞苏尔、维约马努瓦尔。

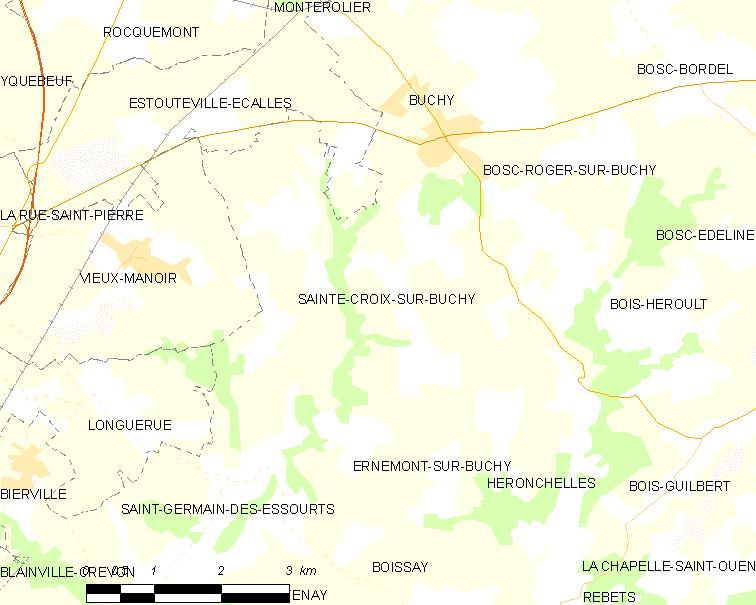
圣克鲁瓦叙比希的OSM定位图

圣克鲁瓦叙比希的时区为UTC+01:00、UTC+02:00（夏令时）。

## 行政
圣克鲁瓦叙比希的邮政编码为76750，INSEE市镇编码为76571。

## 政治
圣克鲁瓦叙比希所属的省级选区为勒梅尼勒埃纳尔县。

## 人口

1962-2008年间圣克鲁瓦叙比希人口变化图示

圣克鲁瓦叙比希于2022年1月1日时的人口数量为672人。